# Saint-Paul-de-Montminy
Saint-Paul-de-Montminy è un comune del Canada, situato nella provincia del Québec, nella regione di Chaudière-Appalaches.